# Flock (browser)
Flock este un navigator bazat pe „motorul” Mozilla. Navigatorul Flock poate rula pe Windows, Macintosh, Linux. Versiunea 2.0 a navigatorului a fost lansat pe data de 16 iunie 2008 (și era bazat pe Mozilla 3).